# Baindl-Kapelle

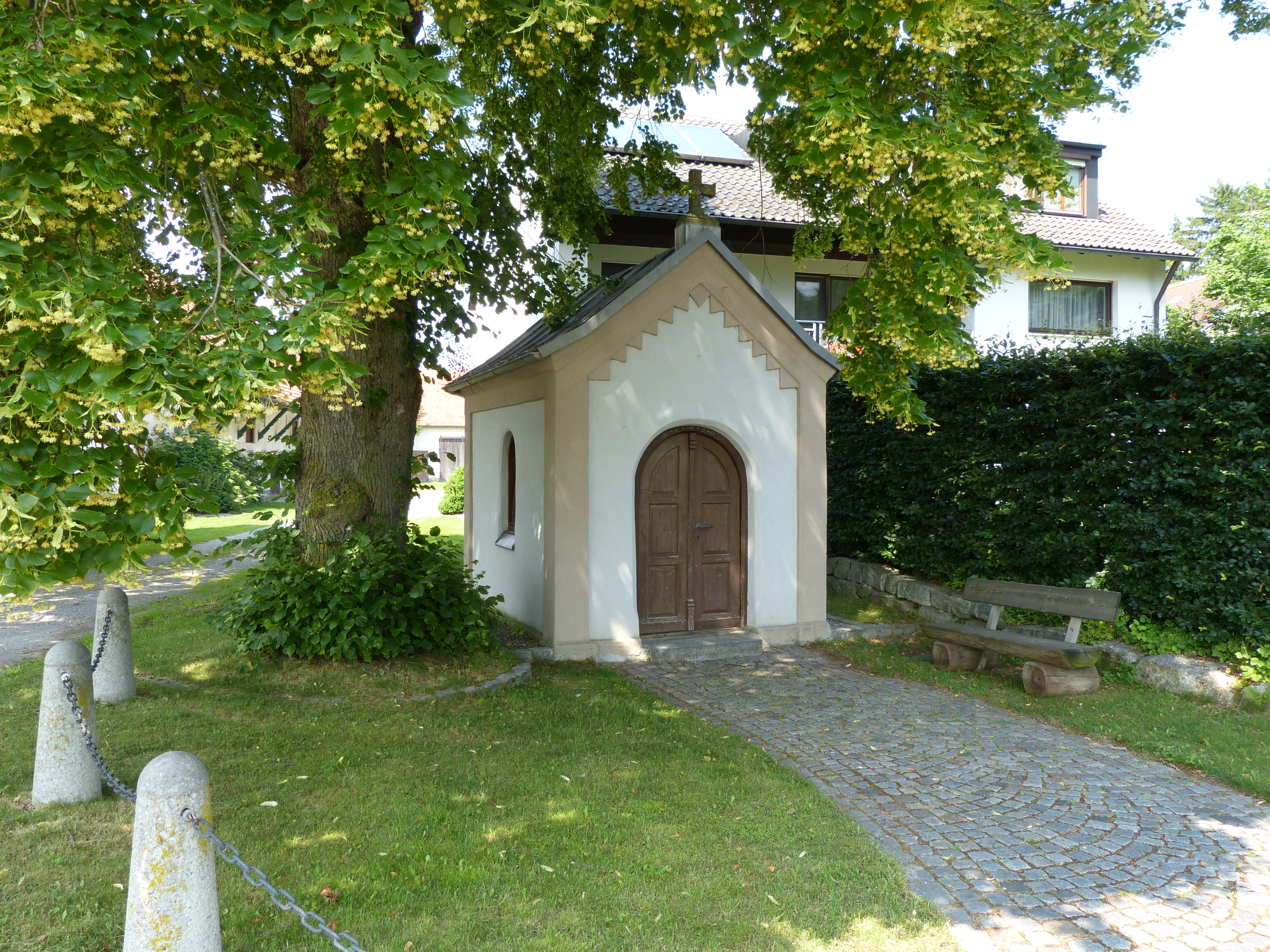
Baindl-Kapelle in Ettringen

Die Baindl-Kapelle ist eine nach ihrem Besitzer benannte Kapelle im oberschwäbischen Ettringen. Die Privatkapelle befindet sich östlich der Eisenbahnlinie bei der ehemaligen Mühle. Der schlichte, neuromanische Bau ist flachgedeckt und besitzt einen dreiseitigen Schluss. An den Längswänden befinden sich Rundbogenfenster. Außen wird die Gliederung durch Blenden erreicht. An der Eingangsseite befindet sich der Giebel mit einem Stufenfries und eine Rundbogentür.  Der Altar trägt eine neugotische Pietà mit zwei Engeln.

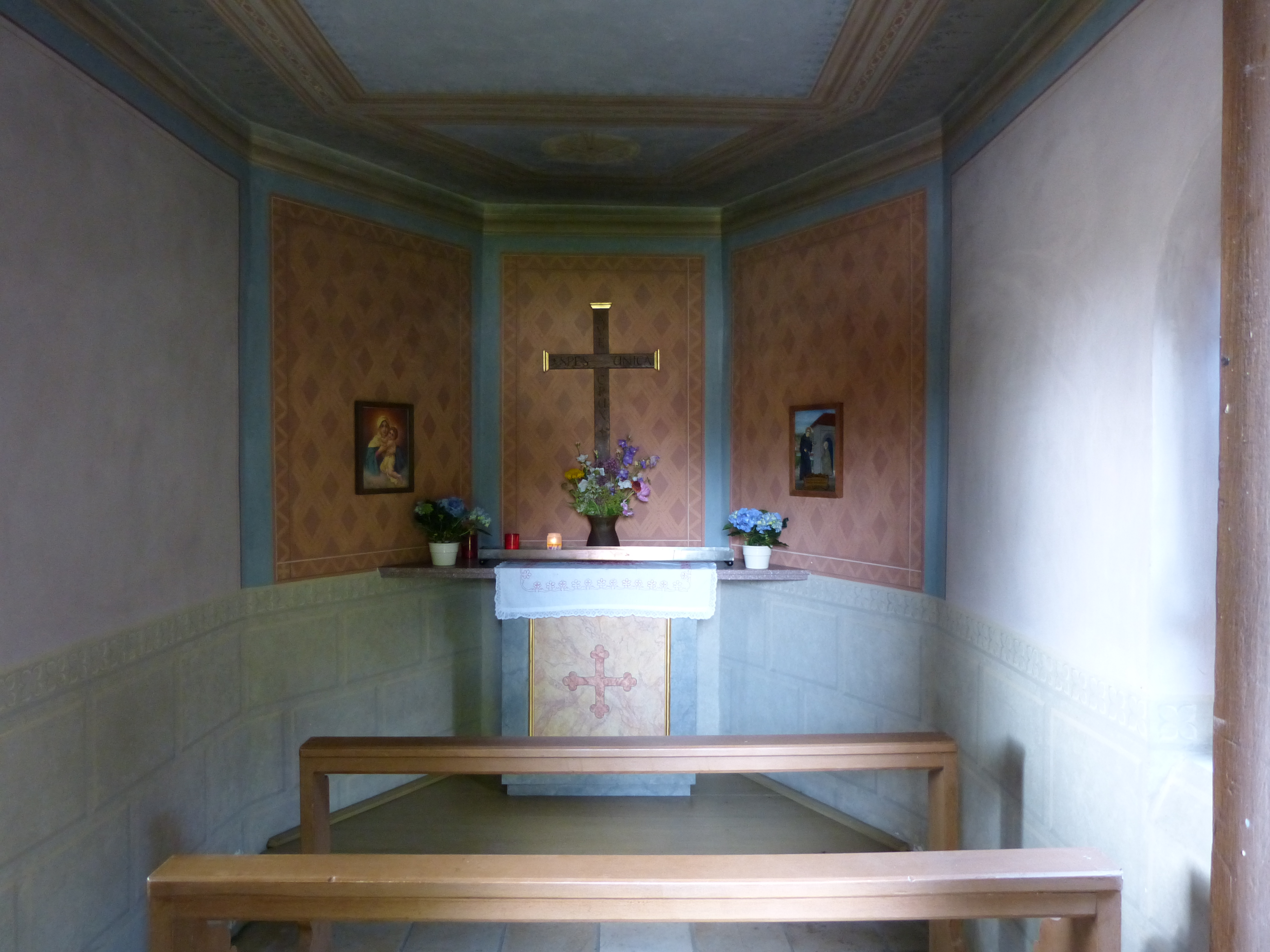
Innenraum mit Altar der Kapelle
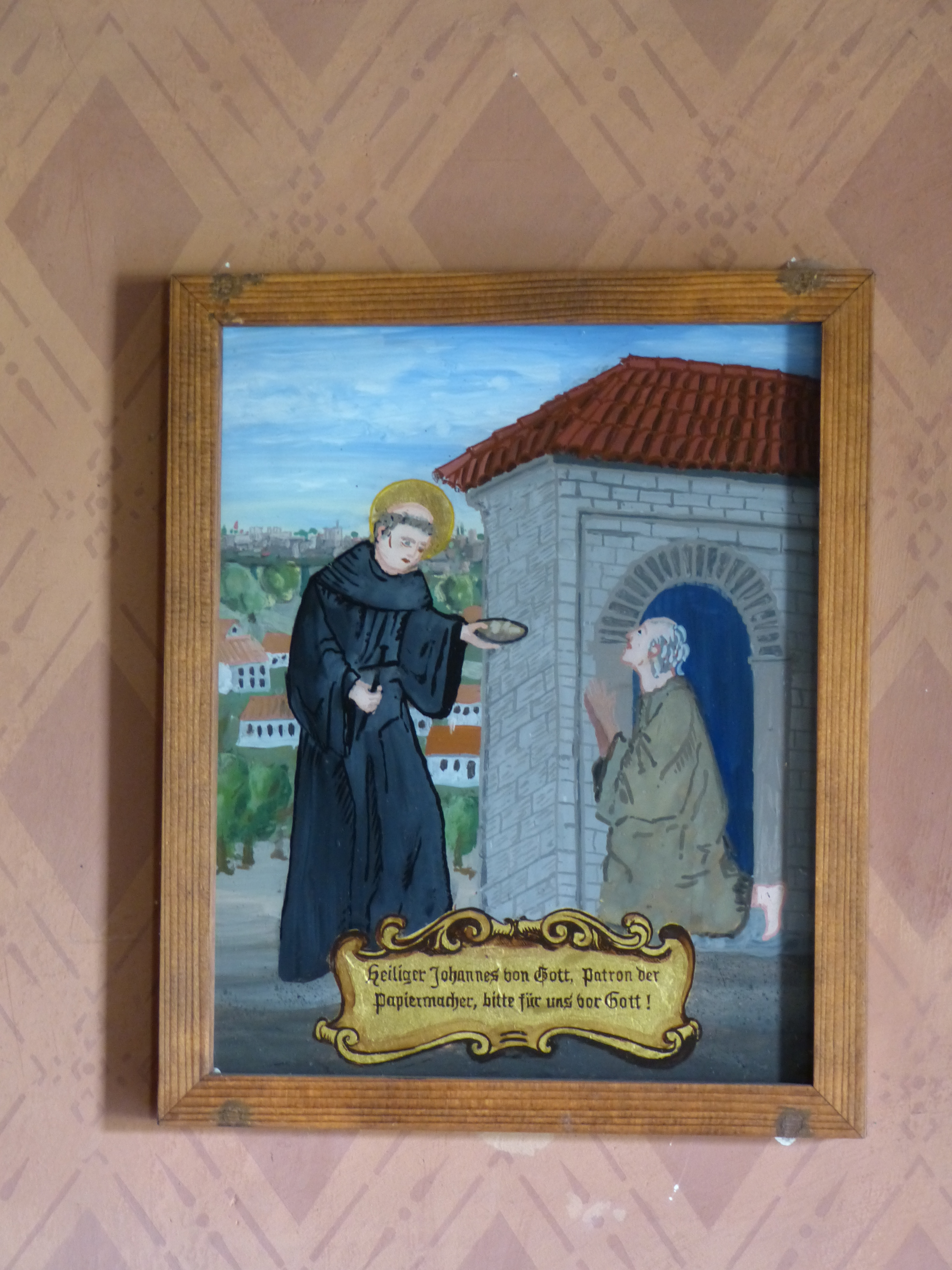
Gemälde mit der Darstellung Johannes von Gott